# Lekkoatletyka na Letnich Igrzyskach Olimpijskich 1992 – bieg na 110 m przez płotki mężczyzn
Bieg na 110 metrów przez płotki mężczyzn podczas XXV Letnich Igrzysk Olimpijskich w Barcelonie rozegrano 2 (eliminacje i ćwierćfinały) i 3 sierpnia 1992 (półfinały i finał) na Estadi Olímpic de Montjuïc. Zwycięzcą został reprezentant Kanady Mark McKoy.

## Rekordy
|                   | Zawodnik      | Narodowość        | Czas  | Data                  | Miejsce |
| ----------------- | ------------- | ----------------- | ----- | --------------------- | ------- |
| Rekord świata     | Roger Kingdom | Stany Zjednoczone | 12,92 | 16 sierpnia 1989(dts) | Zurych  |
| Rekord olimpijski | Roger Kingdom | Stany Zjednoczone | 12,98 | 26 września 1988(dts) | Seul    |

## Wyniki
| Poz. - pozycja |
| – rekord świata \| – rekord krajowy \| – rekord życiowy \| = – wyrównany rekord życiowy \| · – najlepszy wynik w sezonie \| = – wyrównany najlepszy wynik w sezonie \| – rekord olimpijski |
| Fn – falstart \| DNF – nie ukończył \| DNS – nie wystartował \| DSQ – zdyskwalifikowany |

### Eliminacje
Rozegrano pięć biegów eliminacyjnych. Do ćwierćfinałów awansowało po czterech najlepszych zawodników z każdego biegu (Q) oraz czterech z najlepszymi czasami spośród pozostałych (q).

#### Bieg 1
Wiatr: +0,9 m/s
| Poz. | Zawodnik          | Narodowość      | Rezultat | Uwagi |
| ---- | ----------------- | --------------- | -------- | ----- |
| 1    | Colin Jackson     | Wielka Brytania | 13,10    | Q     |
| 2    | Emilio Valle      | Kuba            | 13,37    | Q     |
| 3    | Władimir Szyszkin | WNP             | 13,58    | Q     |
| 4    | Laurent Ottoz     | Włochy          | 13,71    | Q     |
| 5    | Dan Philibert     | Francja         | 13,72    | q     |
| 6    | Richard Bucknor   | Jamajka         | 13,91    | q     |
| 7    | Nur Herman Majid  | Malezja         | 14,34    |       |
| 8    | Albert Miller     | Fidżi           | 14,88    |       |

#### Bieg 2
Wiatr: +0,9 m/s
| Poz. | Zawodnik         | Narodowość        | Rezultat | Uwagi |
| ---- | ---------------- | ----------------- | -------- | ----- |
| 1    | Tony Dees        | Stany Zjednoczone | 13,38    | Q     |
| 2    | Siergiej Usow    | WNP               | 13,71    | Q     |
| 3    | Gheorghe Boroi   | Rumunia           | 13,82    | Q     |
| 4    | Antti Haapakoski | Finlandia         | 13,84    | Q     |
| 5    | Philippe Tourret | Francja           | 13,91    | q     |
| 6    | Anthony Knight   | Jamajka           | 14,12    |       |
| 7    | Judex Lefou      | Mauritius         | 14,45    |       |

#### Bieg 3
Wiatr: –0,2 m/s
| Poz. | Zawodnik               | Narodowość        | Rezultat | Uwagi |
| ---- | ---------------------- | ----------------- | -------- | ----- |
| 1    | Jack Pierce            | Stany Zjednoczone | 13,47    | Q     |
| 2    | Hugh Teape             | Wielka Brytania   | 13,58    | Q     |
| 3    | Li Tong                | Chiny             | 13,69    | Q     |
| 4    | Igors Kazanovs         | Łotwa             | 13,88    | Q     |
| 5    | Arto Bryggare          | Finlandia         | 13,92    |       |
| 6    | Mircea Oaidă           | Rumunia           | 14,04    |       |
| 7    | Joilto Bonfim          | Brazylia          | 14,06    |       |
| 8    | Khaled Abdullah Hassan | Bahrajn           | 15,41    |       |

#### Bieg 4
Wiatr: +1,8 m/s
| Poz. | Zawodnik           | Narodowość          | Rezultat | Uwagi |
| ---- | ------------------ | ------------------- | -------- | ----- |
| 1    | Mark McKoy         | Kanada              | 13,26    | Q     |
| 2    | Herwig Röttl       | Austria             | 13,41    | Q, =  |
| 3    | Arthur Blake       | Stany Zjednoczone   | 13,45    | Q     |
| 4    | Thomas Kearns      | Irlandia            | 13,63    | Q     |
| 5    | Dietmar Koszewski  | Niemcy              | 13,64    | q     |
| 6    | Toshihiko Iwasaki  | Japonia             | 13,78    | q     |
| 7    | Kheir El-Din Obeid | Syria               | 14,23    |       |
| 8    | James Sharpe       | Antyle Holenderskie | 14,49    |       |

#### Bieg 5
Wiatr: +1,2 m/s
| Poz. | Zawodnik            | Narodowość      | Rezultat | Uwagi |
| ---- | ------------------- | --------------- | -------- | ----- |
| 1    | Tony Jarrett        | Wielka Brytania | 13,31    | Q     |
| 2    | Florian Schwarthoff | Niemcy          | 13,61    | Q     |
| 3    | Carlos Sala         | Hiszpania       | 13,62    | Q     |
| 4    | Wadim Kuracz        | WNP             | 13,86    | Q     |
| 5    | Sébastien Thibault  | Francja         | 13,94    |       |
| 6    | Igor Kováč          | Czechosłowacja  | 14,12    |       |
| 7    | Benjamin Grant      | Sierra Leone    | 14,27    |       |
| 8    | Zeyad Abdulrazak    | Kuwejt          | 14,51    |       |

### Ćwierćfinały
Rozegrano trzy biegi ćwierćfinałowe. Do półfinałów awansowało po czterech najlepszych zawodników z każdego biegu oraz czterech z najlepszymi czasami spośród pozostałych.

#### Bieg 1
Wiatr: –1,1 m/s
| Poz. | Zawodnik            | Narodowość        | Rezultat | Uwagi |
| ---- | ------------------- | ----------------- | -------- | ----- |
| 1    | Mark McKoy          | Kanada            | 13,27    | Q     |
| 2    | Florian Schwarthoff | Niemcy            | 13,31    | Q     |
| 3    | Emilio Valle        | Kuba              | 13,42    | Q     |
| 4    | Arthur Blake        | Stany Zjednoczone | 13,50    | Q     |
| 5    | Hugh Teape          | Wielka Brytania   | 13,50    | q     |
| 6    | Laurent Ottoz       | Włochy            | 13,76    | q     |
| 7    | Toshihiko Iwasaki   | Japonia           | 13,88    |       |
| 8    | Wadim Kuracz        | WNP               | 14,23    |       |

#### Bieg 2
Wiatr: –0,6 m/s
| Poz. | Zawodnik          | Narodowość        | Rezultat | Uwagi |
| ---- | ----------------- | ----------------- | -------- | ----- |
| 1    | Jack Pierce       | Stany Zjednoczone | 13,17    | Q     |
| 2    | Colin Jackson     | Wielka Brytania   | 13,57    | Q     |
| 3    | Herwig Röttl      | Austria           | 13,68    | Q     |
| 4    | Igors Kazanovs    | Łotwa             | 13,76    | Q     |
| 5    | Carlos Sala       | Hiszpania         | 13,80    |       |
| 6    | Władimir Szyszkin | WNP               | 13,81    |       |
| 7    | Antti Haapakoski  | Finlandia         | 14,00    |       |
| 8    | Philippe Tourret  | Francja           | 14,09    |       |
| 9    | Richard Bucknor   | Jamajka           | 14,22    |       |

#### Bieg 3
Wiatr: –0,3 m/s
| Poz. | Zawodnik          | Narodowość        | Rezultat | Uwagi |
| ---- | ----------------- | ----------------- | -------- | ----- |
| 1    | Tony Dees         | Stany Zjednoczone | 13,31    | Q     |
| 2    | Tony Jarrett      | Wielka Brytania   | 13,43    | Q     |
| 3    | Siergiej Usow     | WNP               | 13,61    | Q     |
| 4    | Li Tong           | Chiny             | 13,74    | Q     |
| 5    | Dan Philibert     | Francja           | 13,74    | q     |
| 6    | Dietmar Koszewski | Niemcy            | 13,78    | q     |
| 7    | Thomas Kearns     | Irlandia          | 13,87    |       |
| 8    | Gheorghe Boroi    | Rumunia           | 14,07    |       |

### Półfinały
Rozegrano dwa biegi półfinałowe. Do finału awansowało po czterech najlepszych zawodników z każdego biegu.

#### Bieg 1
Wiatr: –0,4 m/s
| Poz. | Zawodnik            | Narodowość        | Rezultat | Uwagi |
| ---- | ------------------- | ----------------- | -------- | ----- |
| 1    | Jack Pierce         | Stany Zjednoczone | 13,21    | Q     |
| 2    | Florian Schwarthoff | Niemcy            | 13,23    | Q     |
| 3    | Tony Jarrett        | Wielka Brytania   | 13,29    | Q     |
| 4    | Hugh Teape          | Wielka Brytania   | 13,60    | Q     |
| 5    | Siergiej Usow       | WNP               | 13,67    |       |
| 6    | Igors Kazanovs      | Łotwa             | 13,77    |       |
| 7    | Dietmar Koszewski   | Niemcy            | 14,06    |       |
| –    | Herwig Röttl        | Austria           | DNS      |       |

#### Bieg 2
Wiatr: –0,8 m/s
| Poz. | Zawodnik      | Narodowość        | Rezultat | Uwagi |
| ---- | ------------- | ----------------- | -------- | ----- |
| 1    | Mark McKoy    | Kanada            | 13,12    | Q     |
| 2    | Colin Jackson | Wielka Brytania   | 13,19    | Q     |
| 3    | Tony Dees     | Stany Zjednoczone | 13,31    | Q     |
| 4    | Emilio Valle  | Kuba              | 13,45    | Q     |
| 5    | Li Tong       | Chiny             | 13,62    |       |
| 6    | Dan Philibert | Francja           | 13,77    |       |
| 7    | Laurent Ottoz | Włochy            | 13,77    |       |
| –    | Arthur Blake  | Stany Zjednoczone | DSQ      |       |

### Finał
Wiatr: +0,8 m/s
| Poz. | Zawodnik            | Narodowość        | Rezultat |
| ---- | ------------------- | ----------------- | -------- |
| 1    | Mark McKoy          | Kanada            | 13,12    |
| 2    | Tony Dees           | Stany Zjednoczone | 13,24    |
| 3    | Jack Pierce         | Stany Zjednoczone | 13,26    |
| 4    | Tony Jarrett        | Wielka Brytania   | 13,26    |
| 5    | Florian Schwarthoff | Niemcy            | 13,29    |
| 6    | Emilio Valle        | Kuba              | 13,41    |
| 7    | Colin Jackson       | Wielka Brytania   | 13,46    |
| 8    | Hugh Teape          | Wielka Brytania   | 14,00    |